# Curbridge
Curbridge is een civil parish in het bestuurlijke gebied West Oxfordshire, in het Engelse graafschap Oxfordshire met 529 inwoners. Het maakt deel van de civil parish Curbridge and Lew.

## Geboren
- Thomas Beecham (industrieel) (1820-1907), apotheker